# L'Adoració dels pastors (Retaule de María de Aragón)
L'adoració dels pastors és una obra d'El Greco, realitzada a l'oli sobre tela entre el 1597 i el 1600, durant el seu últim període toledà. S'exhibeix en una de les sales del Museo Nacional de Arte de Rumanía a Bucarest (Romania). Pertanyia al conjunt pintat del retaule per a l'església d'un seminari agustinià de Madrid, conegut com el «Col·legi de Doña María de Aragón».
El Greco es va comprometre l'any 1596, a realitzar el retaule de l'església del col·legi de Doña María de Aragón. El nom popular del seminari al·ludeix a María de Aragón, la mecenes que va pagar les obres. El Greco va rebre l'encàrrec del Consell de Castella, que s'havia fet càrrec de les obres després de la mort de doña María. Existeixen documents que atesten que havia de realitzar-se en tres anys i es va valorar el treball en alguna cosa més de seixanta-tres mil rals, el preu més alt que va aconseguir a la seva vida. Tanmateix no hi ha referències del nombre de quadres que ho formaven, ni de l'estructura del retaule ni de la temàtica tractada.

## Tema de l'obra
L'Adoració dels pastors només apareix a Evangeli segons Lluc.［Lc 2:8-20］. El model d'inspiració originari de les Adoracions dels Pastors d'El Greco, probablement és La notte d'Antonio da Correggio, que el mestre cretenc devia haver vist a Itàlia, i on el Nen Jesús és la Font de la Llum.

## Anàlisi de l'obra
Oli sobre llenç; 346 x 137 cm.; 1597-1600; Museo Nacional de Arte de Rumanía;Bucarest;
Signat en el paper de la part inferior esquerra, amb lletres cursives gregues : δομήνικος Θεοτοκóπουλος ε'ποíει (doménikos theotokópoulos e`poíei)
Aquesta obra és en bona part una reinterpretació de L'Adoració dels pastors (St.Domingo el Antiguo). Les similituds són, a la part superior un ampli "rompimiento de gloria", i a la part inferior l'estructuració dels adoradors i de la Verge Maria formant un cercle al voltant del Nen Jesús, així com també la manera com aquestes figures están sobreposades. Tanmateix, El Greco introdueix novetats per tal de remarcar la intervenció del Cel, així com el seu significat eucaristic :
- apropa el cor angèlic que porta el filacteri,
- introdueix entre els pastors un àngel amb les mans sobre el pit.
- representa en primer pla un anyell amb les potes lligades, que prefigura el futur sacrifici de Jesús.
- la il·luminació, molt contrastada, centrada en el grup celestial i en el Nen Jesús, pren una significació espiritual.

La Verge no está en actitud d'adoració, sinó obrint els bolquers per tal de mostrar el Nen, i Josep de Natzaret ha estat desplaçat a un segon terme. La representació del portal com un edifici clàssic en ruïnes respon a descripccions literàries de l'època d'El Greco, i contribueix magníficament a unificar les parts superior i inferior d'aquest llenç.

## Procedència
- Col·legi de Doña María de Aragón, Madrid.
- El Baró Taylor va adquirir aquest llenç a Madrid, el 17 d'agost de 1836 a José Bueno, per 12.000 rals espanyols.
- Lluís Felip I de França
- venda a París el 6-21 de maig de 1853, número 108.
- Pereire (venda a París l'any 1868, número 31)
- Félix Bamberg, Messina (1868-1879)
- Palau Reial, Castell de Peleș, Sinaia (Romania)[2]

## Altres llenços d'aquest retaule
- El Baptisme de Crist (Retaule de María de Aragón)
- La Resurrecció (Retaule de Maria de Aragón)
- L'Anunciació (Retaule de María de Aragón)
- La Pentecosta (Retaule de María de Aragón)
- Crucifixió de Crist (Tipus-II, Retaule de María de Aragón)

## Retaule de donya María de Aragón
Al següent enllac hom trobarà complida informació sobre el retaule del qual suposadament formava part aquest llenç:
- Retaule de donya María de Aragón